# Langeais (ancienne commune)
Pour les articles homonymes, voir Langeais (homonymie).
Langeais est une ancienne commune française du département d'Indre-et-Loire, en région Centre-Val de Loire. Sa devise est Alae gaviae vicus.
Le 1er janvier 2017, elle fusionne avec la commune des Essards. Ces deux communes donnent alors naissance à la commune de Langeais qui prend le statut administratif de commune nouvelle.

## Géographie

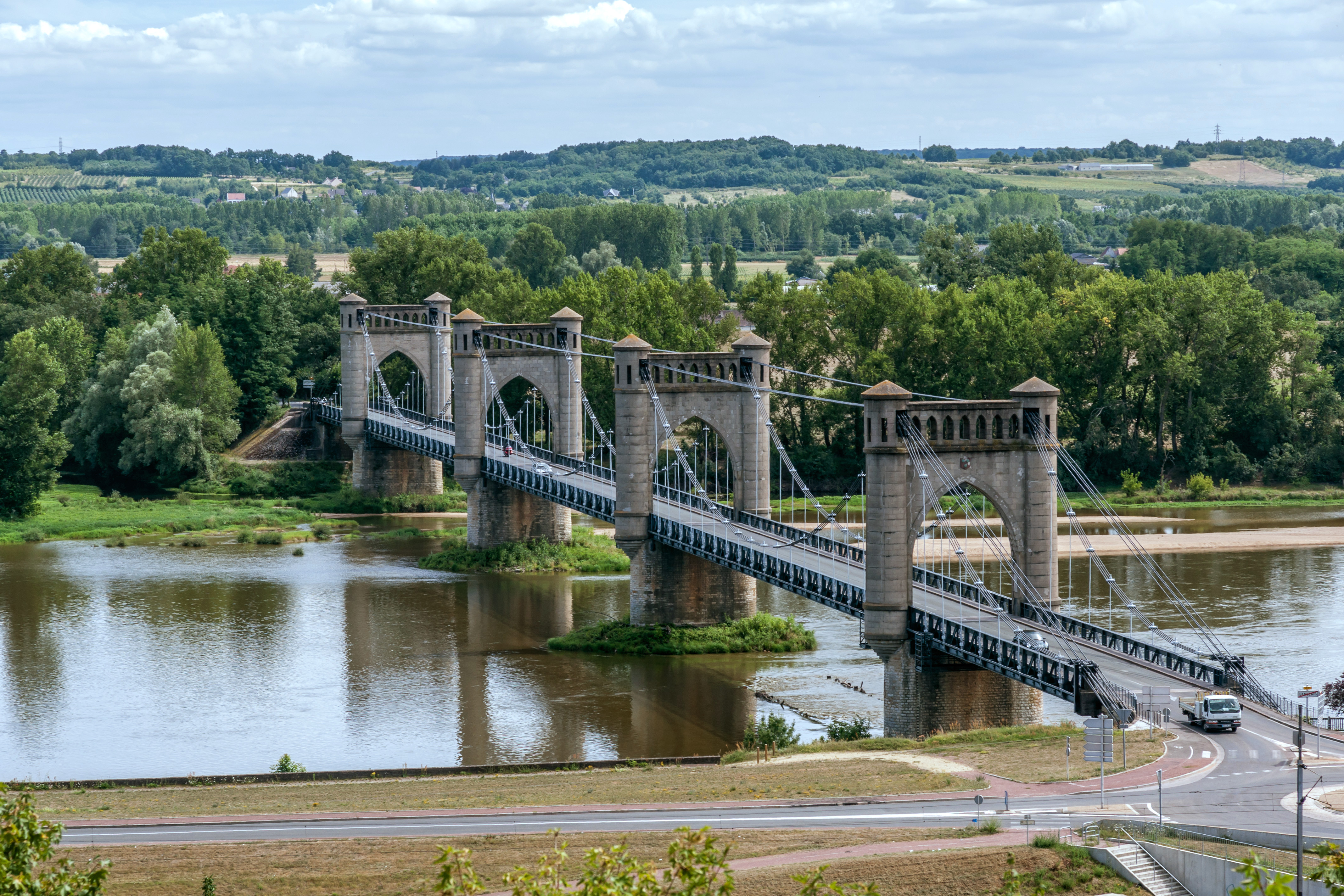
Pont suspendu sur la Loire.

La ville, située sur la rive nord de la Loire, est célèbre pour son château du XVe siècle. La ville est traversée par la Roumer et le Breuil, affluents de la Loire.
La ville, encadrée par le coteau au nord et la Loire au sud, est desservie par la ligne de chemin de fer Tours - Saint-Nazaire et la route nationale 152 reliant Tours à Angers. Le contournement autoroutier de la ville au sein de l'autoroute A 85 (Angers-Tours) fit l'objet de vives polémiques.

## Histoire

### Moyen-Âge
Aux environs de l'an mil, la Touraine est convoitée par deux seigneurs : le comte d'Anjou, Foulques Nerra, et les comtes de Blois, Eudes Ier puis son fils Eudes II.
À la fin du Xe siècle, Foulques Nerra conquiert la place de Langeais, non loin de Tours. Un château est alors fondé sur le promontoire, afin de défendre les limites orientales de l'Anjou. Il ne reste de cet ensemble que les vestiges du « donjon », au-dessus du château de Louis XI. Mais les Blois-Champagne le prendront.
Langeais connaît ensuite une histoire mouvementée, tour à tour occupée par les comtes de Blois et d'Anjou. En 1044, Langeais passe, avec toute la Touraine, entre les mains des Plantagenêts (héritiers des Ingelgériens), puis dans celle des rois d’Angleterre (Henri II), leurs descendants et successeurs.
C'est en 1206 que Langeais entre dans le domaine royal français, par suite des victoires du Capétien Philippe Auguste sur Jean sans Terre. À partir de cette période, le fief de Langeais est concédé à divers grands seigneurs proches du pouvoir royal.
En effet, Langeais avait des seigneurs particuliers, ou plutôt, au début, des châtelains, des gardiens du château. Carré de Busserolle en donne la liste,,,,, sous toute réserve et avec des parentés bien incertaines :
- Ainsi, dès les années 990, est cité Hubert Ier (probable parent des vicomtes du Maine et des vicomtes de Vendôme) ; peut-être père d'Hubert II, bienfaiteur de Marmoutier en 1022 et 1033 ; il semble père à son tour d'Hamelin Ier de Langeais (fl. vers 1060 ; possible père de Julienne de Langeais, femme du comte Geoffroy le Barbu, et frère de Geoffroy, Hugues et Gautier de Langeais ; Geoffroy semble le doyen de Saint-Martin de Tours, et peut-être l'évêque d'Angers mort en 1093 ; Gautier pourrait être le père d'Hamelin (II) († 1108), marié vers 1070 à l'héritière Helvise Doubleau de Montoire, d'où leur arrière-petit-fils Pierre II de Montoire-Vendôme) (par ailleurs, vers 1073-1085, l'archevêque de Tours est Raoul de Langeais) ; le fils d'Hamelin fut Seran (fl. vers 1070). Vers 1080, le successeur de Seran est un certain Ingelger (sa parenté n'est pas précisée), époux d'Ermesende, suivi par leur gendre Aimery Makel (fl. 1106), marié à leur fille Richilde. On signale ensuite Léonus (fl. 1115) et Bouchard (ou Guillaume ; cité en 1142 et † en 1188). Le roi Richard Cœur de Lion et son neveu Arthur sont donnés comme les maîtres de Langeais, ce dernier confiant la châtellenie à Robert de Vitré (fils de Robert III) en 1199.
- Philippe Auguste échange Saint-Sever contre Langeais avec Robert de Vitré vers 1204/1206, puis engage un temps Langeais au sénéchal Guillaume des Roches. Langeais est désormais confié ou engagé à des proches des rois de France. Ainsi, en 1225 et 1230, Hugues X de Lusignan reçoit Langeais ; puis Alphonse de Poitiers, frère de saint Louis. En 1270, Alphonse vend au chambellan Pierre III de la Brosse, qui cède à son fils Pierre IV de La Brosse en septembre 1273, auquel la châtellenie de Langeais est enlevée en 1276 lors de la disgrâce de son père, pour rejoindre la Couronne. Vers 1420 sous le régent Henri V, le chevalier anglais Thomas Ston, mari d'Isabeau Goyon (veuve de Pierre II d'Amboise, vicomte de Thouars), possède Langeais. François de Longueville détient Langeais en 1466 par engagement, comme Louis de Roussillon en 1474, ou encore Jean-Bernardin/Giambernardo de San Severino, duc de Somma, en 1547 (1506-1570 ; colonel général de l'Infanterie italienne en 1558), également Marie Touchet (1549-1638), maîtresse de Charles IX (en 1618 et 1620, elle était citée notamment comme dame du péage de Langeais : Société archéologique de l'Orléanais, t. X, 1869, p. 222 ; l'engagement de Langeais à Marie Touchet, renouvelé en février 1630, fut annulé peu après).
- En février 1631, Louis XIII échange Langeais à Louise-Marguerite de Lorraine, qui cède immédiatement au maréchal Antoine de Ruzé d'Effiat († 1632 ; baron de Cinq-Mars), suivi de son fils puîné Jean de Ruzé (1622-1698 ; abbé de Saint-Cernin, du Mont-Saint-Michel et de Trois-Fontaines) et de son gendre Charles de La Porte, maréchal-duc de la Meilleraye, père du duc Armand-Charles, mari d'Hortense Mancini. Une fille de ces derniers, Marie-Olympe de La Porte de La Meilleraye (1665-1754), femme de Louis-Christophe Gigault, marquis de Bellefonds (-en-Berry) († 1692 ; fils du maréchal de Bellefonds), devient la dame de Langeais. Une de leurs filles, Marie-Madeleine-Hortense Gigault marie en 1708 Anne-Jacques de Bullion de Fervaques († av. 1731) et vend le 8 février 1765 à Jean-Baptiste-Pierre-Henri de La Ruë du Can, baron de Champchevrier, pour plus de 27 000 livres. Mais le 27 mai 1766, Marie-Charles-Louis d'Albert de Luynes (1717-1771), baron de Semblançay, obtint Langeais par retrait féodal en dédommageant La Ruë de Can, intégra ladite terre de Langeais dans son duché de Luynes, et acquit aussi Cinq-Mars le 16 novembre 1768. Son fils Louis-Joseph-Charles-Amable d'Albert de Luynes (1748-1807) fut le dernier seigneur de Langeais, Semblançay, Luynes et Cinq-Mars.

### Époque moderne
C'est au château de Langeais que fut célébré, le 6 décembre 1491, le mariage d'Anne de Bretagne et du roi de France Charles VIII, premier pas du rattachement du duché de Bretagne au royaume de France.

### Révolution française
Le 26 janvier 1790, le décret qui crée le département d'Indre-et-Loire fusionne les deux communes de Saint-Jean-de-Langeais et de Saint-Laurent-de-Langeais pour former la commune de Langeais.
Langeais est chef-lieu de district de 1790 à 1795.

### LeXXesiècle

#### La Seconde Guerre mondiale et le "train de Langeais"
Début août 1944, un train transportant des prisonniers de Rennes vers l'Allemagne a été mitraillé en gare de Langeais et des prisonniers se sont évadés, aidés par la population.

### LeXXIesiècle
Le 1er janvier 2017, elle devient le chef-lieu de la commune nouvelle de Langeais, issue du regroupement des anciennes communes des Essards et de Langeais.

## Politique et administration

### Administration municipale

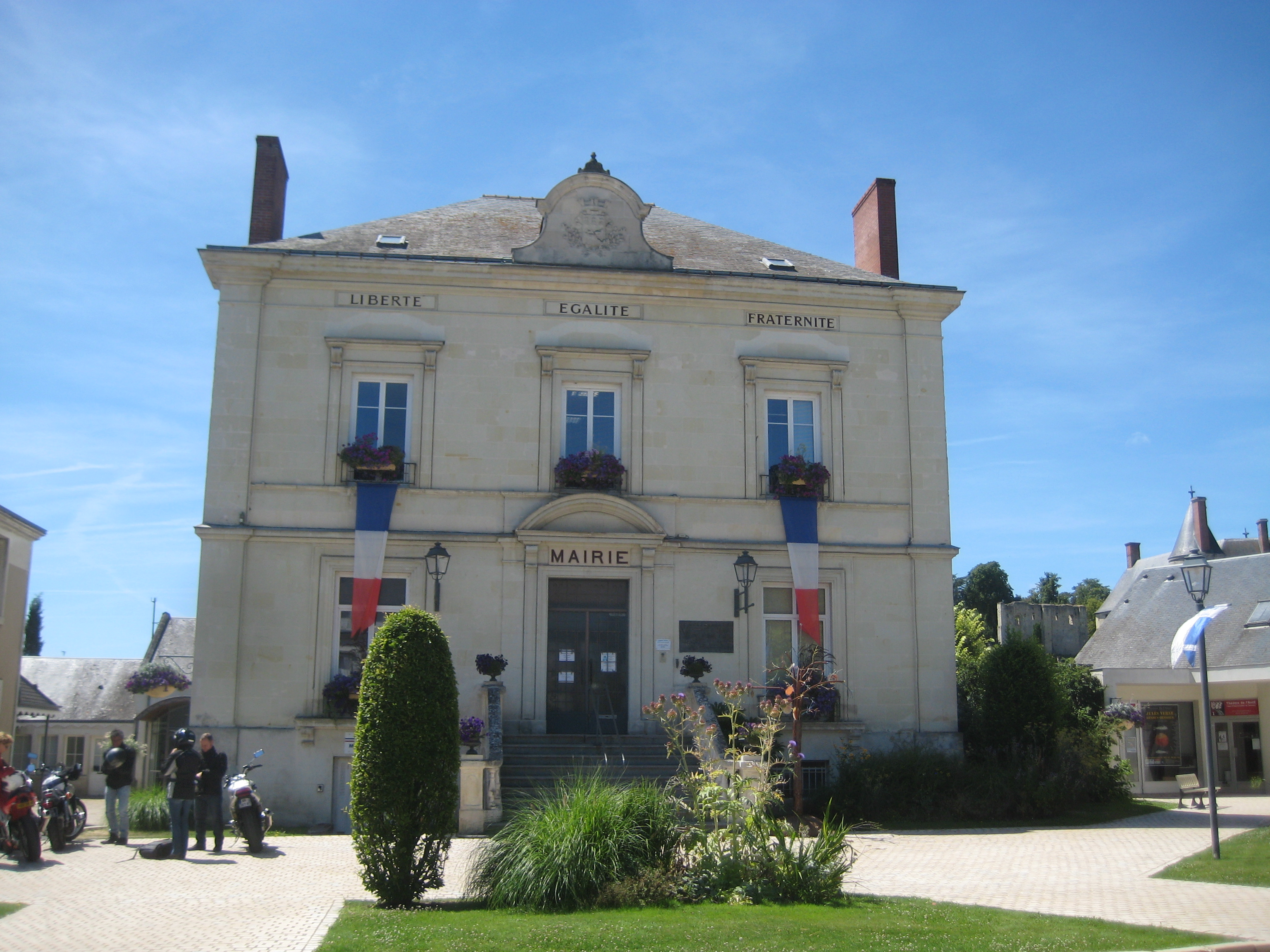
La mairie de Langeais.

La commune de Langeais a été créée à la Révolution, comme la plupart des autres communes françaises. Son premier maire a été Louis-René Falloux, dont une rue de la ville (rue Falloux) porte le nom.
En 2010, la commune de Langeais a été récompensée par le label « Ville Internet @@ ».
| Période                                  | Période          | Identité            | Étiquette   | Qualité                           |
| ---------------------------------------- | ---------------- | ------------------- | ----------- | --------------------------------- |
| Les données manquantes sont à compléter. |                  |                     |             |                                   |
|                                          |                  |                     |             |                                   |
| avant 1951                               | ?                | Martial Boisseau    | SFIO        | Agriculteur-viticulteur           |
|                                          |                  |                     |             |                                   |
| 1965                                     | mars 1983        | Roger Aupert        | DVD         | Principal adjoint de collège      |
| mars 1983                                | juin 1995        | Jean-Marie Gaillard | UDF         | Conseiller général (1983-1988)    |
| juin 1995                                | mars 2001        | Alain Kergoat       | PS puis DVD | Conseiller général (1988-2008)    |
| mars 2001                                | mars 2008        | René Motard         | DVD         | Expert agricole                   |
| mars 2008                                | 31 décembre 2016 | Pierre-Alain Roiron | PS          | Fonctionnaire Conseiller régional |

### Politique environnementale
Dans son palmarès 2016, le conseil national des villes et villages fleuris de France a attribué deux fleurs à la commune au Concours des villes et villages fleuris.

### Jumelages
- Eppstein (Allemagne) (de)
- Gondar (Portugal) (pt)

## Population et société

### Évolution démographique
L'évolution du nombre d'habitants est connue à travers les recensements de la population effectués dans la commune depuis 1793. À partir du 1er janvier 2009, les populations légales des communes sont publiées annuellement dans le cadre d'un recensement qui repose désormais sur une collecte d'information annuelle, concernant successivement tous les territoires communaux au cours d'une période de cinq ans. 
Pour les communes de moins de 10 000 habitants, une enquête de recensement portant sur toute la population est réalisée tous les cinq ans, les populations légales des années intermédiaires étant quant à elles estimées par interpolation ou extrapolation. Pour la commune, le premier recensement exhaustif entrant dans le cadre du nouveau dispositif a été réalisé en 2005,.
En 2013, la commune comptait 4 248 habitants, en évolution de +6,41 % par rapport à 2008 (Indre-et-Loire : +2,63 %, France hors Mayotte : +2,49 %).
| 1793  | 1800  | 1806  | 1821  | 1831  | 1836  | 1841  | 1846  | 1851  |
| ----- | ----- | ----- | ----- | ----- | ----- | ----- | ----- | ----- |
| 2 216 | 2 205 | 2 239 | 2 499 | 2 840 | 3 057 | 3 138 | 3 565 | 3 307 |

| 1856  | 1861  | 1866  | 1872  | 1876  | 1881  | 1886  | 1891  | 1896  |
| ----- | ----- | ----- | ----- | ----- | ----- | ----- | ----- | ----- |
| 3 234 | 3 381 | 3 604 | 3 450 | 3 463 | 3 517 | 3 446 | 3 365 | 3 309 |

| 1901  | 1906  | 1911  | 1921  | 1926  | 1931  | 1936  | 1946  | 1954  |
| ----- | ----- | ----- | ----- | ----- | ----- | ----- | ----- | ----- |
| 3 371 | 3 550 | 3 467 | 3 441 | 3 450 | 3 455 | 3 400 | 3 511 | 3 652 |

| 1962  | 1968  | 1975  | 1982  | 1990  | 1999  | 2005  | 2010  | 2013  |
| ----- | ----- | ----- | ----- | ----- | ----- | ----- | ----- | ----- |
| 3 849 | 3 907 | 3 902 | 4 142 | 3 960 | 3 865 | 3 848 | 4 029 | 4 248 |

## Économie
Langeais est le berceau de l'entreprise Plastivaloire, créée en 1963, et spécialisée dans la conception, la production et la commercialisation de pièces plastiques par procédé d'injection à destination des produits de grande consommation.

## Culture locale et patrimoine

### Lieux et monuments
Le gisement paléolithique de la Roche-Cotard inscrit au titre des monuments historiques par arrêté du 5 février 2018.
Le château de Langeais, XVe siècle, et son parc sont classés au titre des monuments historiques.
Un premier pont suspendu, au tablier souple, est construit entre 1846 et 1849 suivant les plans de l'architecte Phidias Vestier. Endommagé par un orage en 1859 et volontairement détruit en 1871; il est à chaque fois reconstruit. Au même emplacement, un nouveau pont, lui aussi suspendu mais au tablier plus rigide, est construit à partir de 1935 et inauguré en 1937 par Maurice Viollette. Détruit le 19 juin 1940 par le génie militaire français pour retarder l'avancée allemande, il n'est rouvert à la circulation qu'en 1951.
L'église Saint-Jean-Baptiste, construite aux XIe et XIIe siècles, est classée pour son clocher-porche, les absides et la sacristie ; la nef remonte au XVe siècle et le transept date du XIXe siècle.
L'ancienne église Saint-Laurent des XIe et XIIe siècles est classée.
Proches du château, trois maisons du XVIe siècle, parmi lesquelles la maison de Rabelais et deux maisons situées aux numéros 1 et 14 rue Anne-de-Bretagne, sont inscrites au titre des monuments historiques,,.

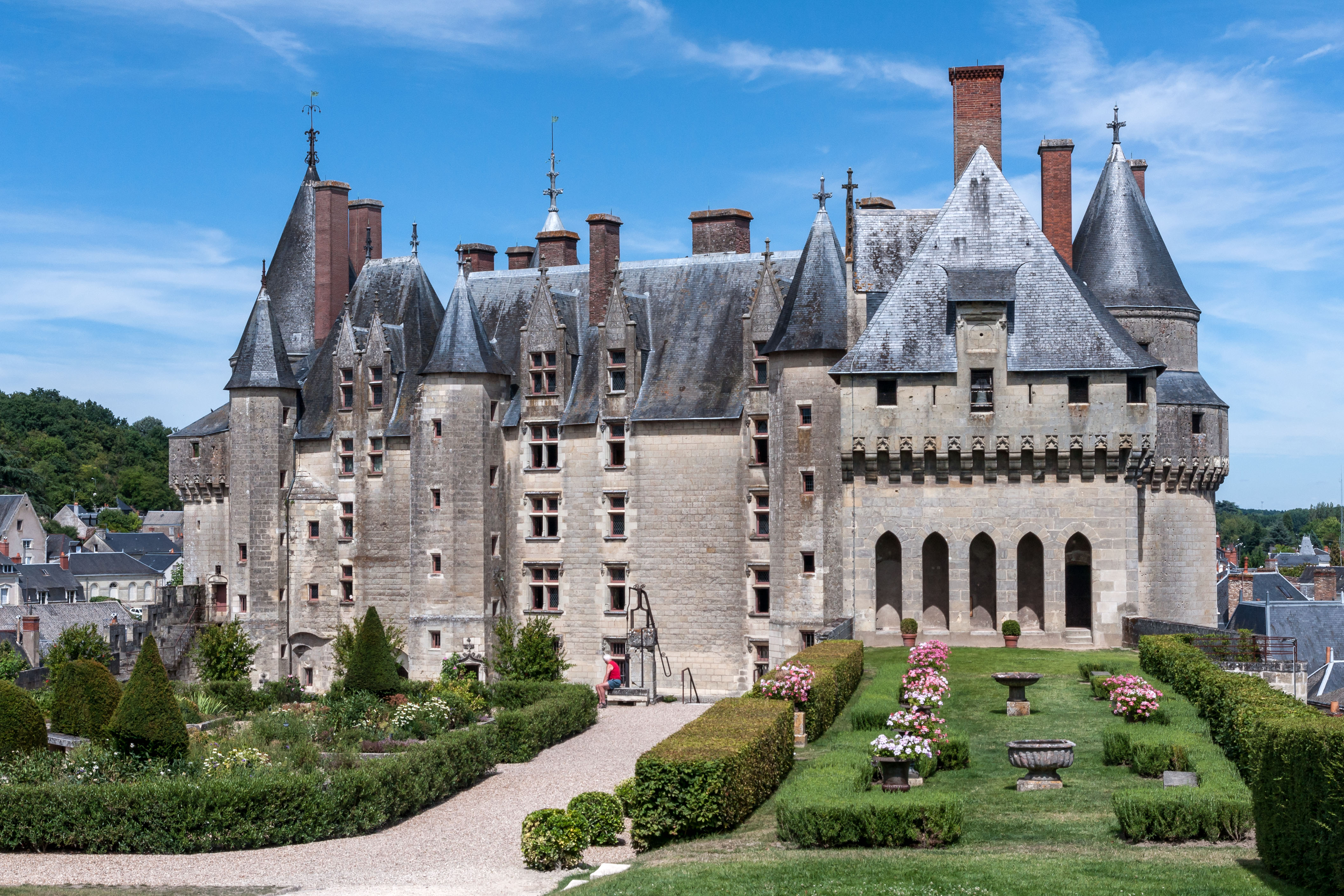
Château de Langeais, cour intérieure.
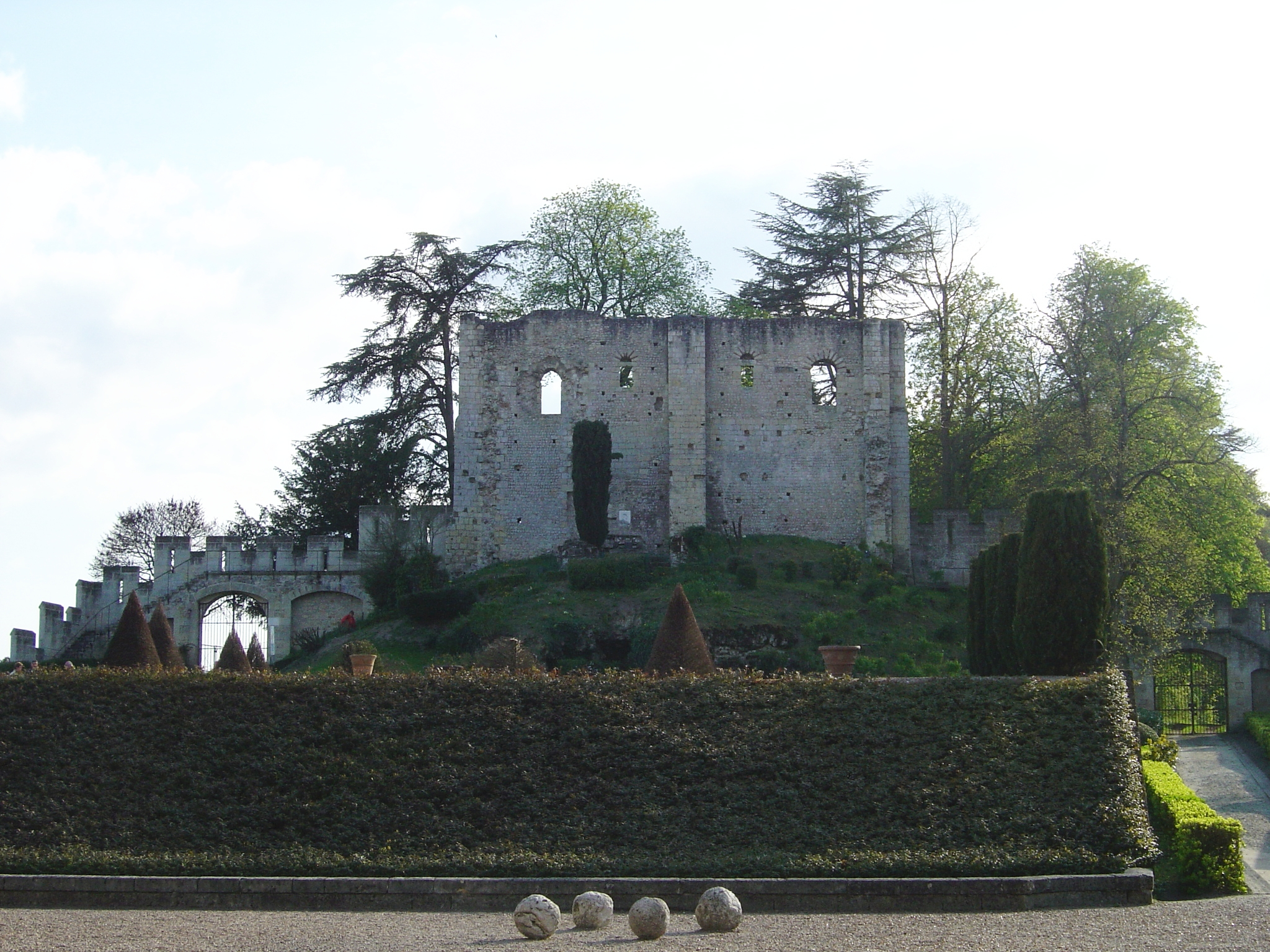
Restes de l'ancienne forteresse du Xe siècle.
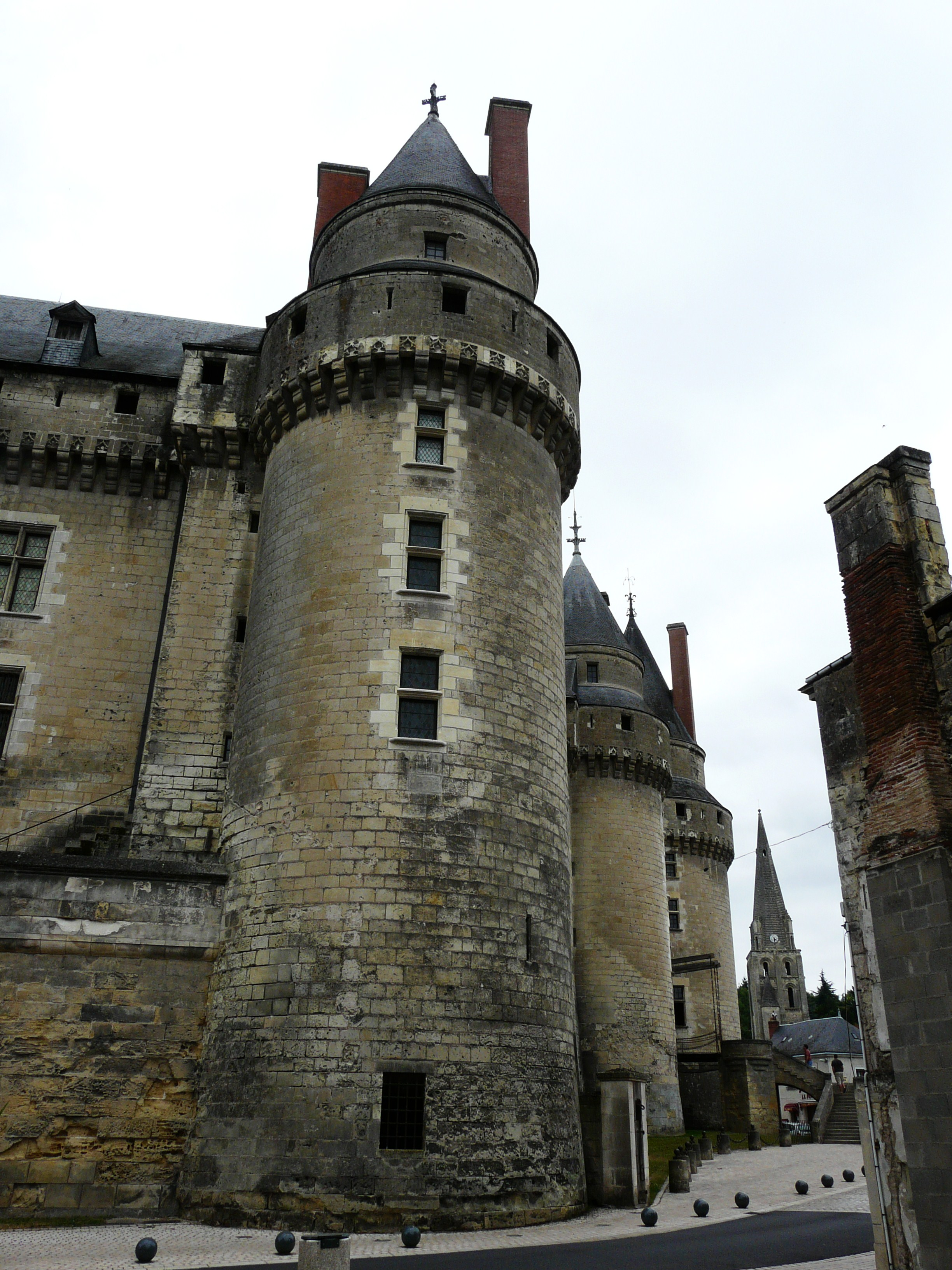
Château et église Saint-Jean-Baptiste.
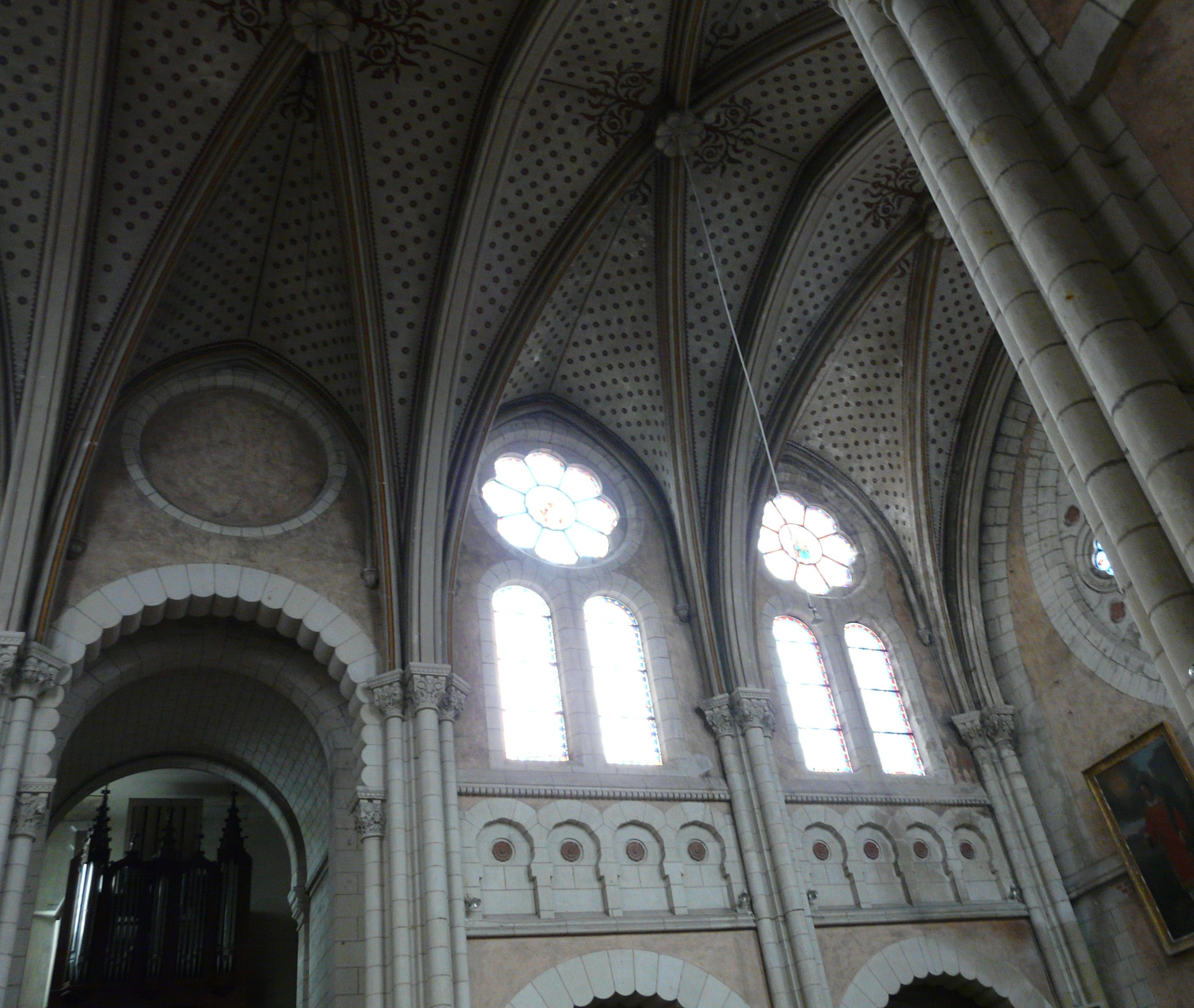
Plafond de l'église Saint-Jean-Baptiste.
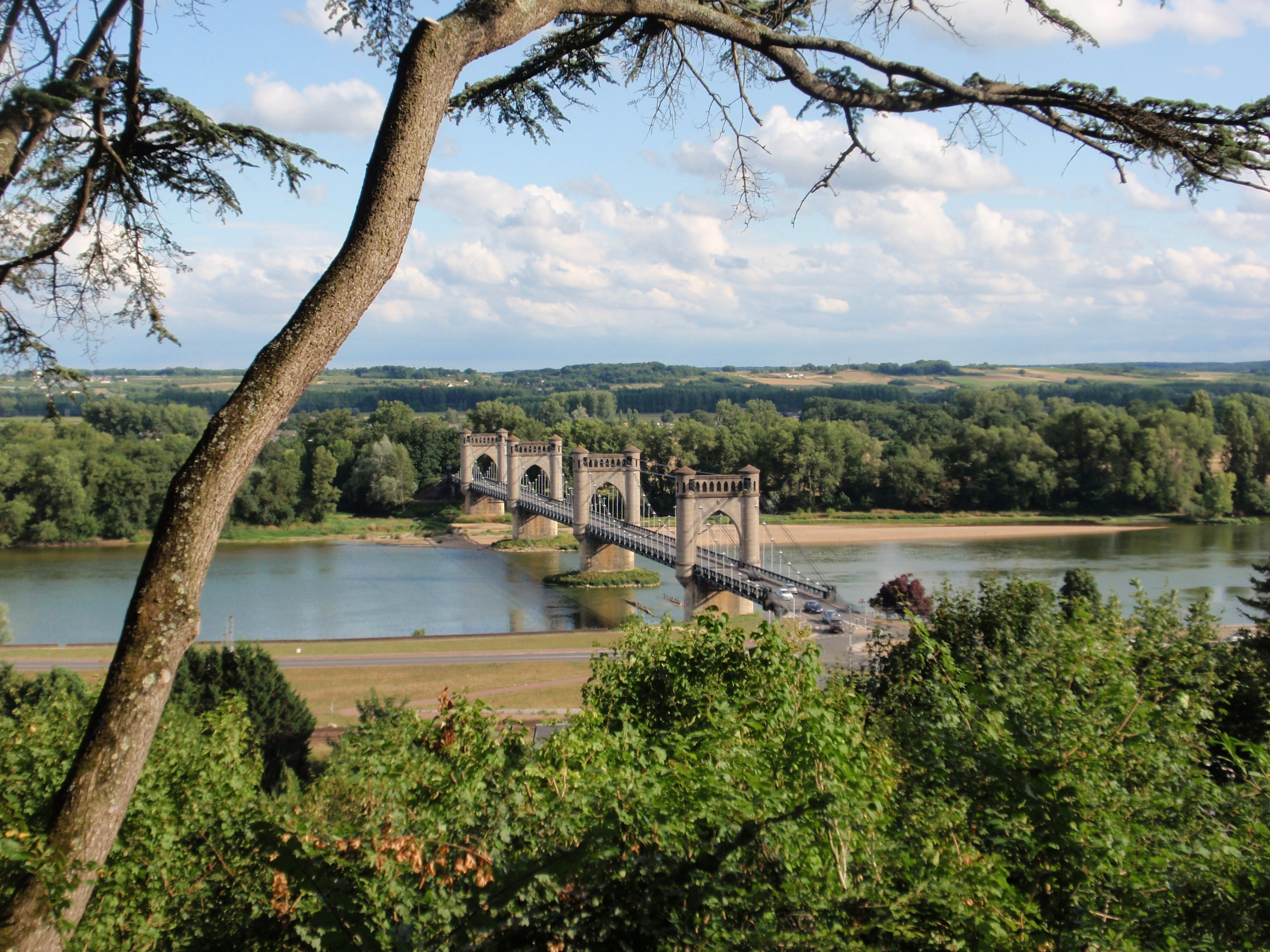
Pont suspendu.

### Personnalités liées à la commune
- Charles de Boissimon, (1817- 1879) à Saint-Clément-des-Levées, fondateur d’une faïencerie active de 1839 jusqu'à la Première Guerre mondiale.
- Émile Claveau (1892-1974), né à Langeais, est un concepteur et constructeur d'automobiles, créateur de la Claveau Descartes.
- Jean Schubnel (1894-1987), artiste peintre naïf, est mort à Langeais.
- Gaby Montbreuse (1895-1943), née à Langeais, est une artiste lyrique.
- Jacques Tillier (1947-), journaliste. [précision nécessaire]
- Jean-Hugues Anglade (1955- ), acteur, réalisateur, scénariste. [précision nécessaire]

### Dans la littérature
- La Duchesse de Langeais, roman d'Honoré de Balzac, publié dans un premier temps en mars 1834 sous le titre Ne touchez pas la hache.

### Héraldique
| Blason de Langeais | Les armes de Langeais se blasonnent ainsi : D'or à une mouette d'argent volant et plongeant en bande, tenant dans son bec un poisson du même, au chef de sable chargé de trois tours crénelées aussi d'argent couvertes et girouettées de gueules, ouvertes et maçonnées aussi de sable. * Il y a là non-respect de la règle de contrariété des couleurs : ces armes sont fautives (argent sur or). |

Il est important de remarquer qu'historiquement, le blasonnement était : « D'or, à trois melons de sinople 2 et 1 ».